# Ronde van Łódź
De Ronde van Łódź was een meerdaagse wielerwedstrijd voor junioren die werd georganiseerd in de regio rondom Łódź in Polen. De wedstrijd maakte deel uit van de UCI Europe Tour en was gecategoriseerd als 2.1J. Daarmee was deze ronde gericht op wielrenners in de categorie junioren (17-18 jaar). Diverse deelnemers zijn later beroepsrenner geworden, waaronder Piotr Mazur, Michał Kwiatkowski, Wilco Kelderman en Krists Neilands.

## Palmares
| Jaar | Winnaar              | Tweede                   | Derde                |  |
| 1999 | Jarosław Białowieżec | Markus Fothen            | Piotr Mazur          |  |
| 2000 | Błażej Janiaczyk     | Vladimir Autka           | Christian Müller     |  |
| 2001 | Błażej Janiaczyk     | Piotr Zieliński          | Heinrich Haussler    |  |
| 2002 | Slawomir Balińki     | Michał Gołaś             | Rafał Gniazdowski    |  |
| 2003 | Piotr Lis            | Tomasz Zakrzewski        | Laurent Mars         |  |
| 2004 | Sergey Kunshin       | Alexey Kunshin           | Szymon Biesek        |  |
| 2005 | Gatis Smukulis       | Radoslaw Kwiatkowski     | Andrey Klyuev        |  |
| 2006 | Rafal Gorczyca       | Tomasz Domagala          | Piotr Sztobryn       |  |
| 2007 | Michał Kwiatkowski   | Jaroslaw Kowalczyk       | Piotr Kasperkiewicz  |  |
| 2008 | Łukasz Wiśniowski    | Kamil Markowski          | Yauhen Yvanou        |  |
| 2009 | Marcin Saczuk        | Andrey Martti            | Grzegorz Haba        |  |
| 2010 | Mihkel Räim          | Andris Vosekalns         | Daniel Horyza        |  |
| 2011 | Oskar Nisu           | Felix Donath             | Aliaksandr Piasetski |  |
| 2012 | Krists Neilands      | Przemysław Kasperkiewicz | Martin Otoničar      |  |
| 2013 | Geannuleerd          | Geannuleerd              | Geannuleerd          |  |